# Franciszk Szkarina

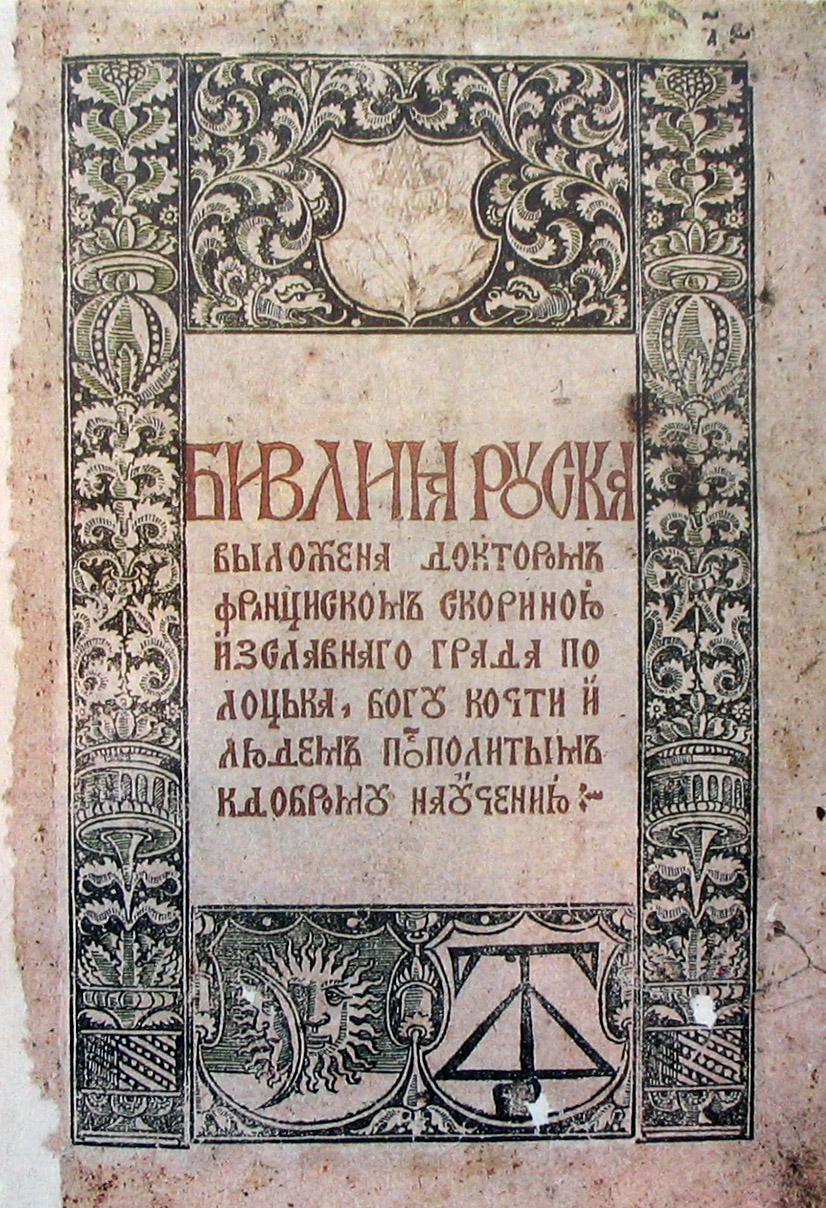
Szkarina Bibliájának címoldala

Franciszk Szkarina vagy Szkorina Ferenc (latinul Franciscus Scorina, belaruszul Францыск (Францішак) Скарына, lengyelül Franciszek Skaryna; 1490 körül – 1552. január 29. előtt) belarusz humanista, orvos, fordító, Kelet-Európa egyik első nyomdásza, aki lefektette a belarusz nyelv fejlődésének alapjait.

## Fiatalkora és tanulmányai
Szkarina gazdag kereskedőcsaládba született Polackban, amely akkor a Litván Nagyfejedelemség fontos kereskedelmi és kézműves központja volt. Bátyja, Ivan kereskedő volt, a fivéreknek birtokuk is volt Polackban, melyet valószínűleg örököltek.
Szkarina születésének pontos dátuma nem ismert. Egy elterjedt feltételezés szerint 1490-ben született, arra alapozva, hogy tizennégy éves volt, amikor 1504-ben Krakkóba ment tanulni. Az 1490-es évszám azonban csak a feltételezett legkésőbbi dátum, mert mivel tizennégy évnél fiatalabb diákok ritkán fordultak elő, nem volt szokatlan, hogy valaki tizennégy évesnél később kezd itt tanulni, és lehetséges, hogy Szkarina tizennyolc évesen vagy még idősebb korban kezdte meg tanulmányait. N. N. Scsekocsihin feltevése alapján a Szkarina személyes emblémáján látható, egymást átfedő nap és hold azt jelenti, hogy a szülővárosában 1486-ban látható napfogyatkozás idején született.
A feltételezések szerint alapfokú iskoláit Polackban végezte, esetleg részben Vilniusban is. 1504-ben említik a Jagelló Egyetem diákjaként. 1506-ban elvégezte az alapképzést, 1512-ben pedig, miután minden szükséges vizsgáját letette, az orvostudomány doktorává avatták Itáliában, a Padovai Egyetemen. A feljegyzések azt sugallják, hogy azt kérte, Padovában vizsgázhasson, de nem a városban tanult. Korábban megszerezte az artium doctor fokozatot, de nem tudni, pontosan hol és mikor.

## Későbbi tevékenysége
Szkarina 1517-re már Prágában élt. Egy feltételezés szerint a Károly Egyetemen tanult, de ezt bizonyító dokumentum nem maradt fenn. Még ugyanebben az évben nyomdát alapított a városban, és nyomtatni kezdte a Biblia egy új fordítását, saját előszavával.
1517. augusztus 6-án jelent meg az első kiadás, óbelarusz nyelven. A Zsoltároskönyv címen megjelent könyv csaknem a teljes Bibliát tartalmazta. „Minden benne van, amire az embereknek szükségük van az emberek boldogulásához a Földön”. Ettől fogva kéthavonta megjelentetett egy új könyvet (szeptember 10-én, október 6-án, december 5-én, majd 1518. január 2-án, 9-én és 19-én). Augusztus 10-én egyszerre négy könyvet jelentetett meg. Életművének csúcsa egy Biblia-fordítás kinyomtatása volt 1517–1519 között, huszonkét könyvben.
1520-ban szerepet vállalt a Prágát sújtó halálos járvány elleni küzdelemben. A járvány az év során lassan visszaszorult, ősszel azonban polgári elégedetlenkedések törtek ki az országban. Szkarina ekkor elhagyta Csehországot és Vilniusba, a Litván Nagyfejedelemség fővárosába költözött. Itt 1522-ben megnyitotta a város első nyomdáját, ahol elsőként Utazók kis könyve című műve jelent meg, majd 1525-ben kiadta Apostol című könyvét, ugyanabban a sorrendben, ahogyan ma is használja istentiszteletei során az ortodox kereszténység.
Az 1520-as évek végén vagy az 1530-as évek elején Moszkvába látogatott, és itt is terjeszteni próbálta könyveit, de nem járt sikerrel.
Feleségül vette Margaritát, a vilniusi városi tanács egyik tanácsosának özvegyét. 1529-ben, bátyja halála után Poznańba ment, ahol részesedett Ivan örökségéből. 1530-ban feleségével Königsbergbe költözött, de hamarosan visszatértek Vilniusba. Az 1530-as vilniusi tűzvészben, amely a város háromnegyedét elpusztította, valószínűleg Szkarina nyomdája is leégett.
1532-ben János vilniusi püspök (I. Zsigmond lengyel király törvénytelen fia) orvosaként és titkáraként dolgozott. Két évvel bátyja halála után Ivan hitelezői őt tartották bátyja legfőbb örökösének, és börtönbe záratták Poznańban. Több hónapig raboskodott itt. Unokaöccse, Ivan fia, Roman Szkarina mindent megtett, hogy segítsen rajta, és a királlyal is találkozott ez ügyben. Szkarina szabadulásakor levelet írt Zsigmond királynak, és bepanaszolta a hitelezőket. Válaszképpen két, királyi kiváltságot bizonyító dokumentumot kapott (1532. november 21-én és 25-én), melyek a királyon kívül minden más hatóságnak való elszámolási kötelezettség alól felmentették.
Szkarinát utoljára 1534-ben említik feljegyzések. Vilniusból Prágába költözött, ahol valószínűleg a királyi kertekben dolgozott haláláig. Feltételezések szerint a prágai Károly Egyetemen tanított, de ez nem bizonyított. 1551-ben vagy 1552-ben hunyt el; 1552-ben fiát, Szimeon Rusz Szkarinát egy királyi dokumentum apja egyetlen örököseként nevezi meg. Az örökségnek kéziratok, levelek és könyvek is a részét képezték.

## Vallása
Nem tudni, hogy Szkarina a katolikus vagy az ortodox vallást követte. Keresztneve katolikus vallásra utal, de egy elterjedt feltételezés szerint megváltoztatta, amikor egyetemre ment. Fennmaradt egy dokumentum, melyben Georgius Franciscusként említik Franciscus helyett, ez alapján feltételezték, hogy eredeti neve Georgius volt, mára azonban nagyrészt elfogadottá vált, hogy írnoki tévedésről van szó (a feltételezett helyes olvasat egregius Franciscus, azaz tiszteletreméltó Francysk lett volna). Mindenesetre az egykor népszerű feltételezés, hogy azért változtatta nevét Georgiusról Franciscusra, hogy felvegyék az egyetemre, minden alapot nélkülöz: a Georgius név katolikusok és ortodoxok közt is népszerűségnek örvendett, ráadásul abban az évben, amikor Szkarina egyetemre ment, több Georgius nevű diák tanult Krakkóban, mint Franciscus.
1552-ben, már a halála után valószínűleg őrá utal Zsigmond Ágost király egy levele, melyben a király arról számol be, hogy országából valaki bibliafordítást nyomtatott és megpróbálta eladni Moszkvában, ahol azonban elégették a könyveket, mert „a római egyház alattvalója” adta ki őket.

## Nyomdászként
Szkarina egész életét bibliai szövegek kiadásának szentelte. Igyekezett a Bibliát elérhetőbbé tenni az egyszerű emberek számára, ezért közérthető nyelven adta ki; az általa írt előszóban hangsúlyozta, hogy kiadói tevékenységének célja, hogy segítsen az egyszerű embereknek „megismerni a tudományt és a bölcsességet”. Hozzájárult a belarusz irodalmi nyelv kialakulásához. Bibliája a szláv nyelvű világ második nyomtatott Biblia-kiadása, a cseh nyelvű után.

## Könyvei
Szkarina nyomdászi tevékenysége 1517-ben indult, Prágában. Itt adta ki Zsoltároskönyv-ét, majd az Ótestamentum huszonkét könyvét, Biblia Ruszka néven. Könyveire nem különösebben jellemzőek a korabeli nyugat-európai bibliák jellegzetességei, mert kvartó méretben adta ki őket. A korabeli szokásokkal ellentétben a bibliákban a kiadó megjegyzései, elő- és utószava is szerepel, emellett arcképe is – a kelet-európai Biblia-kiadások történetében sem korábban, sem később nem volt erre példa.
A Szkarina által kiadott könyvek mindegyike ritkaságnak számít, különösen amelyek Vilniusban jelentek meg. Példányok találhatóak Minszkben, Moszkvában, Szentpéterváron, Kijevben, Vilniusban, Lvivben, Londonban, Prágában, Krakkóban és Koppenhágában.

## Öröksége
Szkarina volt az egyik első, aki cirill betűs szöveget adott ki, bár nem a legelső, mert az Schweipolt Fiol Oktoih-ja volt 1491-ben. Bár a szövegek nyelve keleti szláv, nehéz teljes pontossággal eldönteni, milyen nyelven íródtak, mert a mai értelemben vett belarusz nyelv még nem létezett. Egyes kutatók szerint rutén szavakkal erősen átitatott óegyházi szláv nyelvről van szó; belarusz nyelvészek a lengyel és a cseh nyelv hatását is felismerték.
Afelől azonban nincsen kétség, hogy Szkarina fektette le a belarusz irodalmi nyelv alapjait.
Egyes belarusz tudósok reneszánsz embernek, Kopernikusszal és Erasmusszal egyenértékűnek tartják Szkarinát, munkásságát úgy értékelik, mint ami fontos szerepet játszott a szláv területeken az európai reformáció történetében.
A Szovjetunió felbomlása után Minszkben, a belarusz fővárosban sugárút viselte Szkarina nevét, 2005-ben azonban, Aljakszandr Lukasenka idején átnevezték Függetlenség sugárútra, és a korábbi Sztaroboriszovszkij trakt utat nevezték át Szkarina utcára.
Két belarusz díjat is az ő tiszteletére neveztek el: a Franciszk Szkarina-érmet és a Franciszk Szkarina-rendet. Nevét számos kulturális intézmény is viseli, köztük a Francisak Szkarina Belarusz Nyelvészeti Társaság és a londoni Francis Skaryna Belarusz Könyvtár és Múzeum.
- Utca viseli a nevét Minszk, Polack, Vicebszk, Nyaszvizs, Orsa, Szluck városában és több más belarusz településen.
- A Homeli Állami Egyetem az ő nevét viseli.[19]
- Emlékműve áll Polackban, Minszkben, Lidában, Vilniusban és Prágában.
- Róla elnevezett belarusz kitüntetések a Szkarina-érem (1989) és a Szkarina-rend (1995).
- 1969-ben Borisz Sztyepanov filmet forgatott róla Я, Францыск Скарына (Én, Franciszk Szkarina) címmel.
- 1991-ben a szovjet 1 rubeles érmén szerepelt a képe.[20]

## Fordítás
- Ez a szócikk részben vagy egészben  a   Francysk Skaryna című angol Wikipédia-szócikk ezen változatának fordításán alapul.  Az eredeti cikk szerkesztőit annak laptörténete sorolja fel. Ez a jelzés csupán a megfogalmazás eredetét és a szerzői jogokat jelzi, nem szolgál a cikkben szereplő információk forrásmegjelöléseként.

## Külső hivatkozások
- Francysk Skaryna, the Martin Luther of Belarus // The Economist